# Molenaarswoning (de Eendracht)
De molenaarswoning de Eendracht aan de Broek 62 in het Drentse dorp Gieterveen is een monumentale boerderij, die als dienstwoning heeft gefungeerd voor de molenaar van de naastgelegen molen de Eendracht.

## Beschrijving

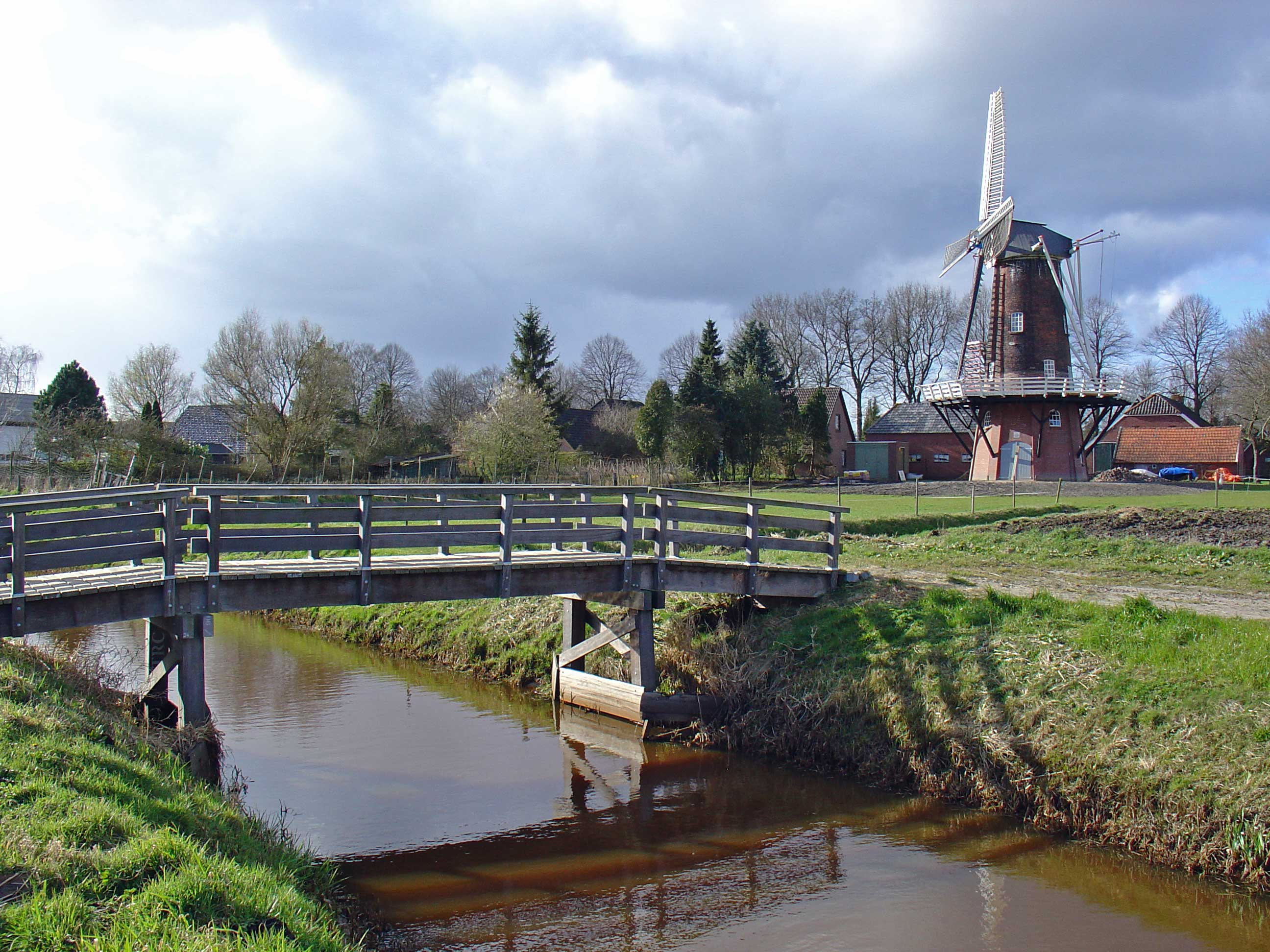
Zicht op de molen met rechts daarvan de achterzijde van de molenaarswoning

De boerderij werd op het einde van de 19e eeuw gebouwd. De boerderij is van het zogenaamde krimpentype, waarbij het achtergedeelte (de stallen en schuren) breder zijn dan het voorhuis. Bij de boerderij behoren tevens een stookhok, een korenbewaarplaats en een stal. Het stookhok, ten noordoosten van de boerderij, dateert waarschijnlijk uit 1938. De bergplaats voor het koren is in 1952 aan het complex toegevoegd. Het totale complex behoorde tot het bedrijf van de molenaar van Gieterveen.
De boerderij is vormgegeven in een sobere ambachtelijke, traditionele stijl. De entree aan de voorzijde wordt geflankeerd door één zesruitsvenster aan de linkerzijde en twee aan de rechterzijde. Daarboven bevinden zich drie tweeruitsvensters op de zolderverdieping. Het afgewolfde zadeldak heeft twee nokschoorstenen. In de oostelijke zijgevel van het woongedeelte bevinden zich een tweede entree, een zesruitsvenster en een tweeruitsvenster. Naast de entree is in de krimp een tweede tweeruitsvenster aangebracht.
Vanaf 1905 was de molen en de bijbehorende woning in het bezit van de familie R.J. Mulder. Johannes Mulder (1919-2004), die tevens foeragehandelaar was, beheerde tot 2004 het complex. Na zijn overlijden kwamen molen en molenaarswoning in het bezit van de Drentse molenstichting. Na de restauratie van de molen in de jaren 2005 tot 2008 werd het gehele complex in 2009 overgedragen aan de stichting Het Drentse Landschap, die de molenaarswoning en bijbehorende gebouwen in 2011 liet restaureren.
De molen de Eendracht is erkend als rijksmonument. Het bij de molen behorende complex van molenaarshuis, stal, stookhok en korenbewaarplaats is erkend als een provinciaal monument onder meer vanwege de cultuurhistorische-, civieltechnische- en stedenbouwkundige waarde. Het totale complex is een voorbeeld van de wijze waarop deze tak van bedrijvigheid, gekoppeld aan de landbouw, in dit deel van de provincie Drenthe in de loop van de 20e eeuw werd uitgeoefend. Het gehele complex is beeldbepalend gelegen aan zowel de doorgaande weg door Gieterveen als in combinatie met het riviertje de Beek, een zijstroom van de Hunze. Ook de hoge mate van gaafheid van het exterieur en de zeer zeldzaam voorkomende combinatie van de verschillende elementen van het totale complex speelden een rol bij de toewijzing tot provinciaal monument.